# Уртіль
Уртіль — село в Хівському районі Дагестану, в підніжжі гори Каркул.
До райцентру 21 км.
Населення села 176 осіб, є 30 дворів. Тухуми: Маллакьар, Мирзакьар, Алибияр, Адмар, Башрар, Ппарччугьар.